# Nagoda cardinalis
Nagoda cardinalis är en fjärilsart som beskrevs av Alfred Ernest Wileman och South 1921. Nagoda cardinalis ingår i släktet Nagoda och familjen snigelspinnare. Inga underarter finns listade i Catalogue of Life.